# San Casciano dei Bagni
San Casciano dei Bagni ist eine italienische Gemeinde mit 1444 Einwohnern (Stand 31. Dezember 2023) in der Provinz Siena, Region Toskana.

## Geografie

Lage von San Casciano dei Bagni in der Provinz Siena

Der Ort erstreckt sich über 81,86 km². Er liegt ca. 70 km südöstlich der Provinzhauptstadt Siena und ca. 110 km südöstlich der Regionalhauptstadt Florenz am südlichen Hang des Monte Cetona im Chianatal. Er grenzt an die Regionen Umbrien und Latium und liegt in der klimatischen Einordnung italienischer Gemeinden in der Zone D, 2 333 GG. Im Gemeindegebiet fließen die Gewässer Paglia (5 von 16 km im Gemeindegebiet), Fossalto (8 von 10 km im Gemeindegebiet) und Rigo (auch Torrente del Rigo, 7 von 18 km im Gemeindegebiet). Zudem berühren der Orcia und der Siele das Gemeindegebiet. Bis auf den Orcia gehören alle anderen Gewässer zum Flusssystem des Tiber.
Zu den Ortsteilen zählen Celle sul Rigo, Fighine (731 m, ca. 10 Einwohner), Palazzone (408 m, ca. 300 Einwohner), Ponte a Rigo, Sasso (324 m, ca. 20 Einwohner), Stabbiano (358 m, ca. 50 Einwohner) und Stabbiano di Sotto (362 m, ca. 25 Einwohner).
Die Nachbargemeinden sind Abbadia San Salvatore, Acquapendente (VT), Allerona (TR), Cetona, Città della Pieve (PG), Fabro (TR), Piancastagnaio, Proceno (VT), Radicofani und Sarteano.

## Geschichte
Entstehung und Entwicklung des Ortes stehen in Zusammenhang mit Thermalquellen. Im Ort gibt es über 42 Quellen, die eine Durchschnittstemperatur von 40 °C aufweisen und die ca. 5,5 Millionen Liter Thermalwasser täglich an die Oberfläche befördern (drittgrößte Menge in Europa).
Der Sage nach wurden die „Bagni Chiusini“ (Chiusinischen Bäder) von den Etruskern gegründet und danach, aufgrund der Nähe zu Rom und der Via Cassia von den Römern benutzt. Nach dem Untergang des Römischen Reiches ging die Nutzung der Thermalbäder zurück. Die Invasionen der Barbaren und Kriege zwischen Byzanz und den Langobarden führte zu einem Bevölkerungsrückgang vor allem in den Außenbezirken. Im 11. Jahrhundert wurden dank der Nähe zur Via Francigena die Therme wieder häufiger frequentiert. Zu dieser Zeit stand der Ort unter der Herrschaft der Visconti di Campiglia, die ihrerseits vom Kloster San Salvatore di Monte Amiata abhängig waren. Erste Urkunden belegen die Schenkung der Curtis de Bagno durch den Marchese Ugo di Toscana an das Kloster um 955. Die örtlichen Herrscher der Visconti di Campiglia entschieden sich im Konflikt zwischen Ghibellinen und Guelfen zuerst für die Erstgenannten und unterstützten Siena sowie Friedrich I., wechselten aber bereits 1215 zu den Guelfen und somit zu Orvieto und Florenz, mit denen sie am 4. September 1260 in der Schlacht von Montaperti bei Siena eine Niederlage gegen die Ghibellinen hinnehmen mussten. Am Anfang des 14. Jahrhunderts teilte sich die Familie der Visconti in zwei Linien auf, einerseits die der aus Campiglia d’Orcia (heutiger Ortsteil der Gemeinde Castiglione d’Orcia) auf senesischer Seite, anderseits die in San Casciano verbliebenen auf Seiten Orvietos und der Monaldeschis. Mit den Friedensverträgen von 1383 und 1386 näherte sich San Casciano wieder Siena an und unterwarf sich endgültig am 15. Juni 1412. Im 16. Jahrhundert wurde der Ort in die Kriege zwischen Florenz und Siena involviert, die 1555 mit der Niederlage Sienas endeten und den Ort zum Teil des Großherzogtum Toskana machten.
Im November 2022 wurde der Fund der Bronzestatuen von San Casciano dei Bagni bekanntgegeben. Es handelt sich um 24 bis zu fast einen Meter großen Bronzestatuen, die gemeinsam mit Münzen und anderem im Schlamm einer Thermalquelle gefunden wurden. Das Bad ist 2300 Jahre alt und wurde damals von Etruskern genutzt. Geschützt durch den Schlamm und das heiße Wasser des Thermalbades sind die Statuen außergewöhnlich gut erhalten. Massimo Osanna, der Generaldirektor der italienischen Museen, sprach von der wichtigsten Entdeckung seit dem Fund der Bronzestatuen von Riace in den 1970er Jahren. Die Votivgaben sind etruskisch und lateinisch beschriftet, was weitreichende Erkenntnisse zur etruskischen Sprache und Kultur, aber auch zu den Beziehungen der Etrusker zu den Römern möglich macht.

## Sehenswürdigkeiten

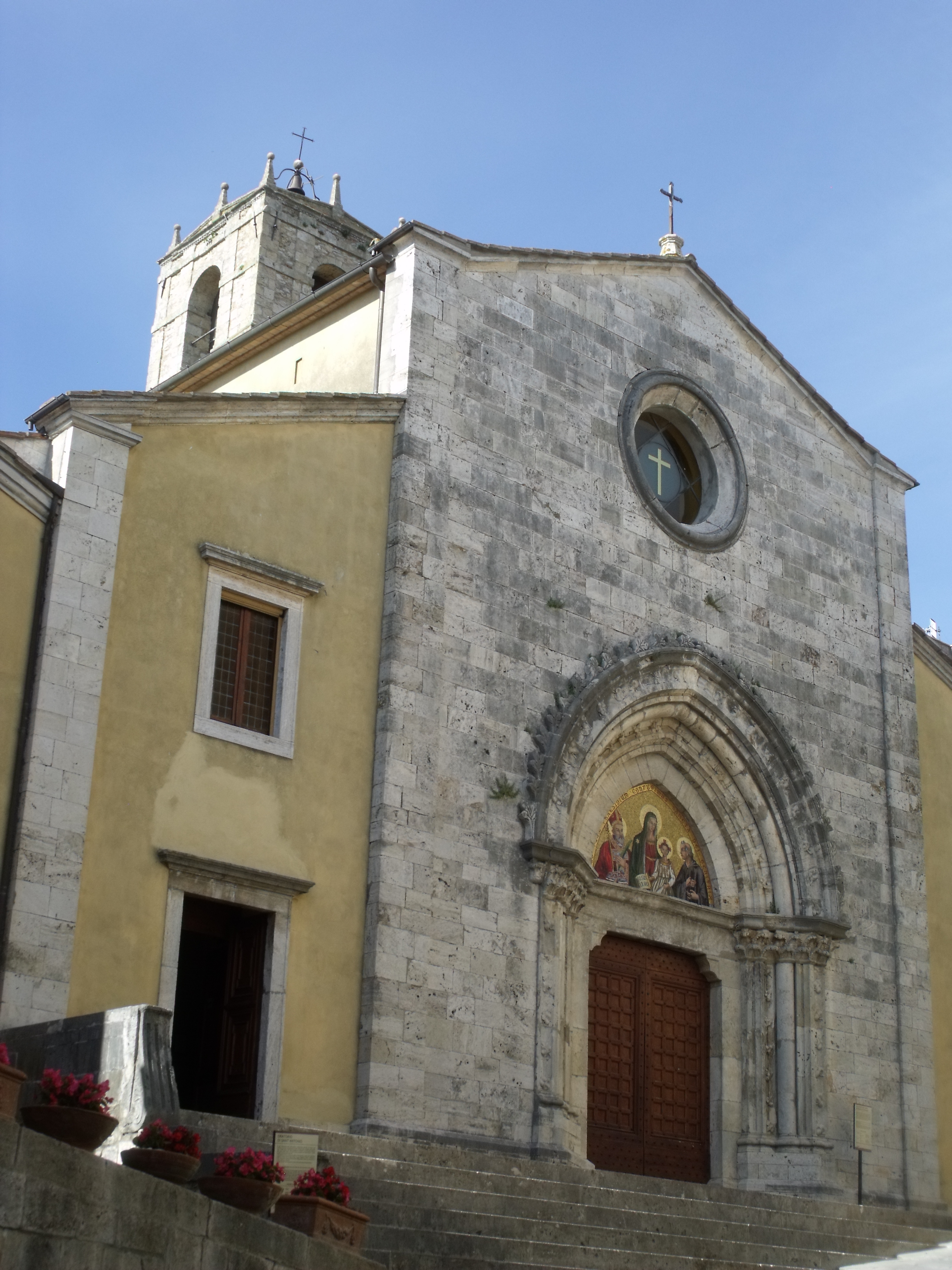
Die Collegiata dei Santi Leonardo e Cassia im Ortskern

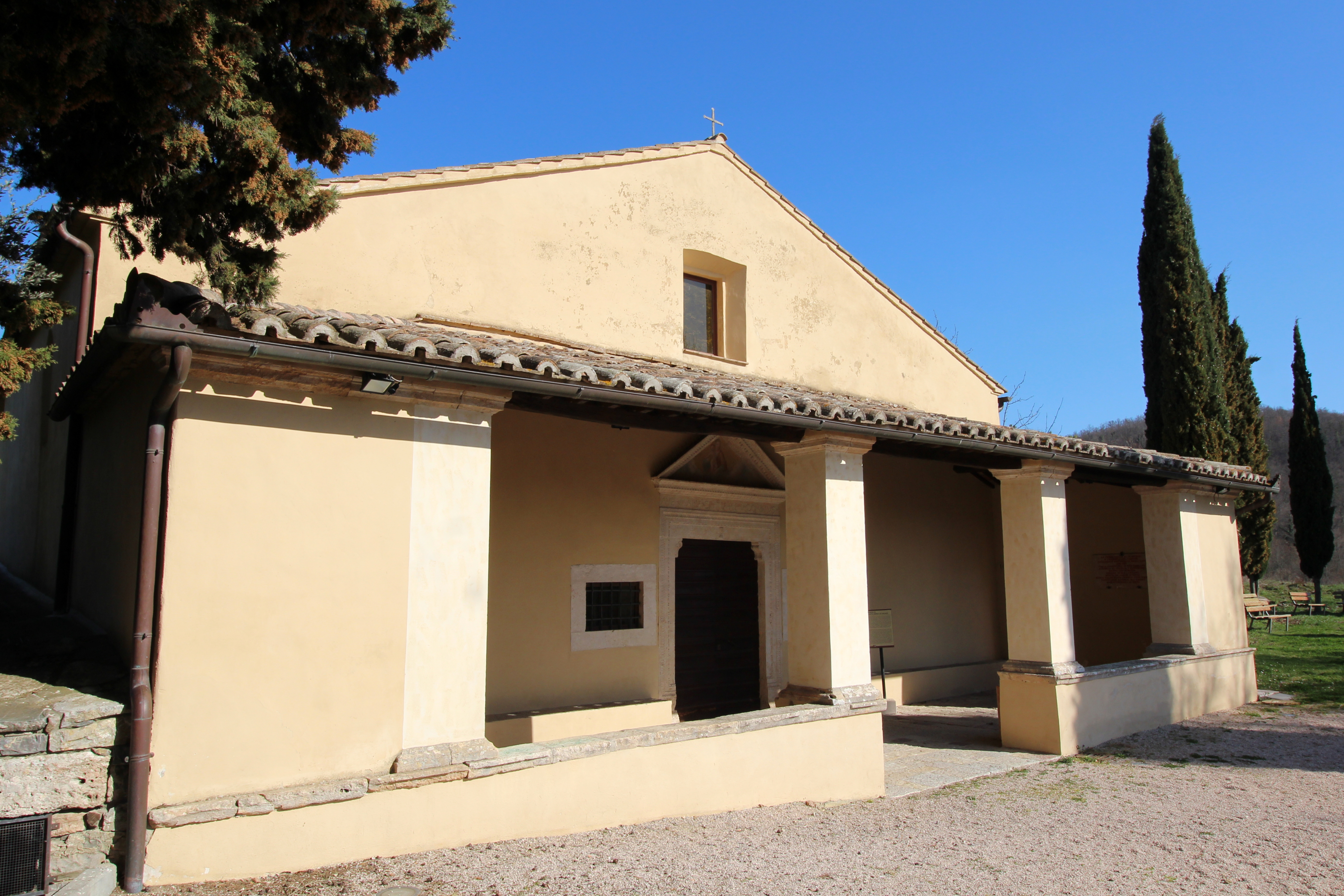
Die Kirche Santa Maria ad Balnea

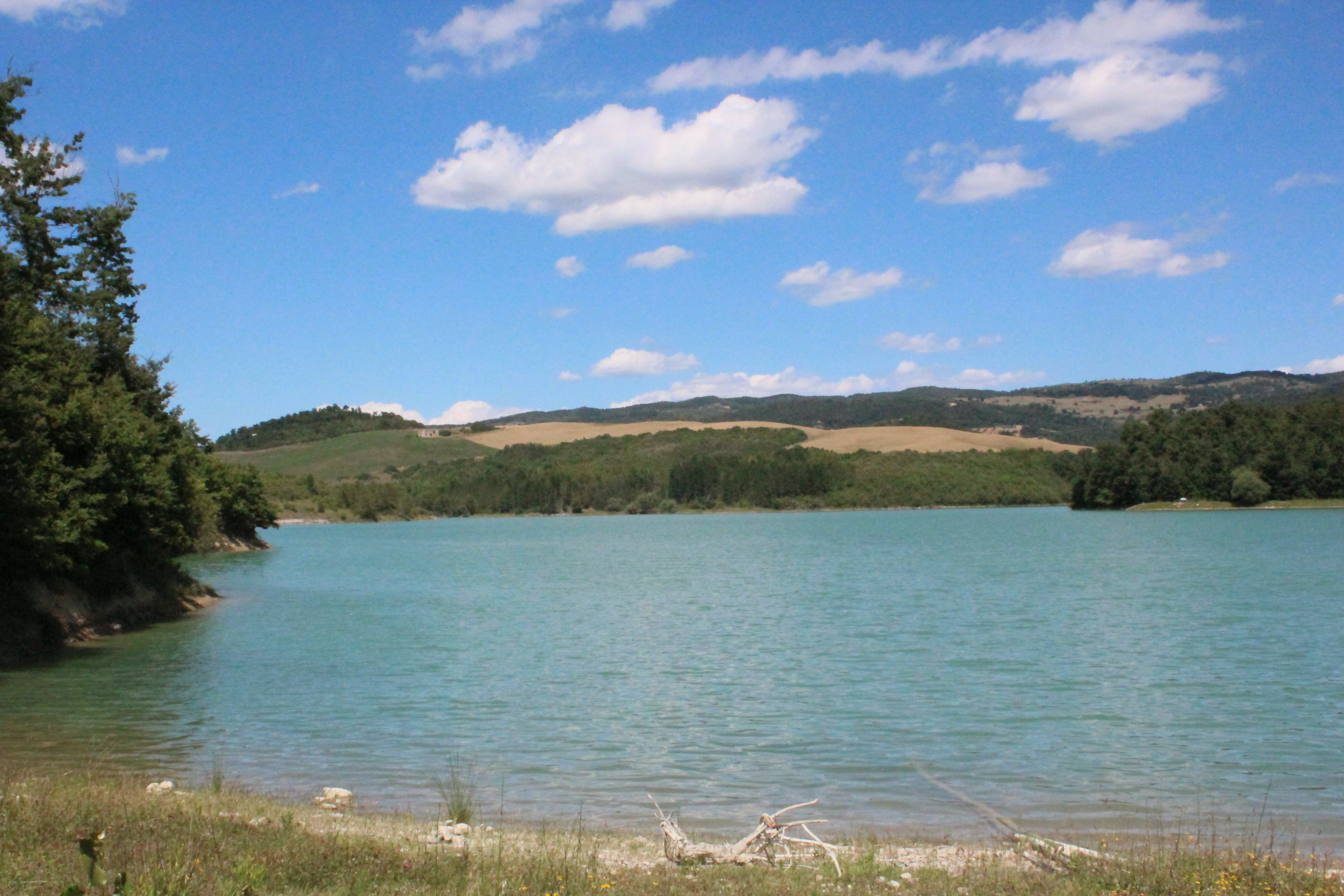
Der See Lago di San Casciano an der Südgrenze der Gemeinde

- Collegiata dei Santi Leonardo e Cassia, Kirche im historischen Ortskern aus dem 13. Jahrhundert, die wahrscheinlich aus der im 12. Jahrhundert erbauten Pieve de Balneo entstand. Enthält das Werk Incoronazione della Vergine e santi von Pietro di Francesco Orioli (ca. 1490 entstanden). Der Campanile entstand 1606, seit 1618 darf die Kirche den Titel Collegiata tragen. Wurde von 1760 bis 1775 umgebaut und 1948 restauriert.[7]
- Castello di Fighine, Burg im Ortsteil Fighine, die erstmals 1058 schriftlich erwähnt wurde und den Visconti aus Campiglia d’Orcia gehörte. Im Oktober 1441 übernahm die Republik Siena die Burg, die sie 1446 Bartolomeo di Biagio delle Stine als Lehen überließ. Zwischen 1451 und 1464 geriet das Castello in die Hand des Kirchenstaates, 1606 vergab Siena das Lehen an die Familie des Angelo del Bufalo Cancellieri, wo es bis zum Anfang des 19. Jahrhunderts verblieb.[8]
- Chiesa di San Michele Arcangelo, Pieve im Ortsteil Fighine. Wurde 1191 erstmals erwähnt und trägt seit 1591 den heutigen Namen. Enthält das Werk San Michele Arcangel von Francesco Bonichi, ca. 1750 entstanden.[7]
- Chiesa di Santa Maria ad Balnea, auch Chiesa di Santa Maria della Colonna[9] oder Cappella dell’Ospizio genannt, Kirche und ehemalige Pieve aus dem 12. Jahrhundert nahe den Thermen. Gilt als ältestes Monument von San Casciano dei Bagni. Enthält ein Fresko (Vergine col Bambino) aus dem frühen 13. Jahrhundert. Neben der Kirche gibt es die Reste eines Konventes der Franziskaner, die hier im 15. Jahrhundert wirkten.[7]
- Chiesa della Madonna Bambina, Kirche kurz außerhalb des Ortskern, die 1579 durch die Kapuziner entstand. Gehörte damals zum Konvent der Kapuziner und ist heute in Privatbesitz.[7]
- Chiesa dei Santi Filippo e Giacomo, ehemalige Kirche der Località Ripe an der Straße nach Sarteano. Befindet sich heute in Privatbesitz.[7]
- Chiesa di San Paolo Converso, Kirche (Pieve) im Ortsteil Celle sul Rigo, entstand im 13. Jahrhundert. Das Eingangsportal aus Travertin entstand im 14. Jahrhundert und stammt aus der ehemaligen Kirche der Sant’Elisabetta.[7]
- Chiesa di San Giovanni Battista, Kirche im Ortsteil Celle sul Rigo, enthält die Statue Madonna addolorata aus dem 18. Jahrhundert.[7]
- Chiesa di Sant’Elisabetta, Kirchenruine im Ortsteil Celle sul Rigo, die sich nahe dem Torre dell’Orologio befand.[7] Wurde bei dem Erdbeben 1933 erheblich beschädigt und zerfiel 1992.[10]
- Chiesa di Santa Maria Assunta, Kirche im Ortsteil Palazzone. Wurde 1564 erstmals erwähnt, der Campanile stammt aus dem Jahr 1805.[7]
- Chiesa della Madonna delle Grazie, Kirche nahe dem Ortsteil Fighine, die erstmals 1582 erwähnt wurde.[7]
- Cappella della Madonna delle Grazie, Kapelle vor Celle sul Rigo, besitzt Reste eines Freskos (Madonna col Bambino) aus dem 16. oder 17. Jahrhundert.[7]
- Lago di San Casciano, See am Südrand der Gemeinde an der Grenze zu Acquapendente (Provinz Viterbo, Latium). Der See gilt als nördlichster Punkt der Region Latium.
- Oratorio della Concezione, Oratorium aus dem 15. Jahrhundert. Enthält das Werk Allegoria della Concezione von Niccolò Circignani (zugeschrieben) und ein Weihwasserbecken aus dem Jahr 1596.[7]
- Oratorio di Sant’Antonio, der Collegiata dei Santi Leonardo e Cassia angeschlossenes Oratorium im historischen Ortskern. Enthält ein mit 1614 datiertes Weihwasserbecken und eine Holzfigur der Madonna aus dem späten 14. Jahrhundert.[7]
- Porticciola, noch vorhandenes Befestigungstor im unteren Teil des Borgo (nördliches Tor, auch Porta del Paese genannt).
- Torre dell’Orologio, Uhrturm im Ortsteil Celle sul Rigo. War Teil der Befestigungsanlage Castello Cellese, die im 11. Jahrhundert entstand.[10]

## Auszeichnungen
- San Casciano dei Bagni ist Träger der Bandiera Arancione des TCI.[11]
- I borghi più belli d’Italia[12] (Die schönsten Orte Italiens).

## Veranstaltungen
- Palio di San Cassiano, seit 1995 wieder durchgeführter Palio, der seine Ursprünge im Mittelalter hat. Hierbei treten die vier Stadtviertel Contrada del Campanile (Grün-weiße Farben), Contrada del Gattineto (Schwarz-gelbe Farben), Contrada della Porticciola (Rot-gelbe Farben) und die Contrada del Pozzo (Blau-weiße Farben) gegeneinander an.[13]

## Söhne und Töchter der Gemeinde
- Gino Carlo Sensani (1888–1947), Kostümbildner.